# دهستان دوست‌محمد
دهستان دوست‌محمد، یکی از دهستان‌های بخش مرکزی شهرستان هیرمند در استان سیستان و بلوچستان ایران است. مرکز این دهستان، شهر دوست‌محمد است.

## جمعیت
بر پایه سرشماری عمومی نفوس و مسکن در سال ۱۳۹۵، جمعیت دهستان دوست‌محمد برابر با ۱۶٬۷۴۲ نفر بوده‌است.